# Сук, Николай Петрович
Никола́й Петро́вич Сук (укр. Мико́ла Сук; род. 21 декабря 1945, Киев) — советский и украинский пианист. Заслуженный артист УССР (1973).

## Биография
Родился в 1945 году в Киеве, в семье музыкантов. Учился в Киевской средней специализированной музыкальной школе им. Н. В. Лысенко и в Московской консерватории в классе профессора Льва Власенко.
Лауреат международного конкурса Листа-Бартока. Заслуженный артист УССР.
Получил всемирное признание в 1971 году на Международном конкурсе Листа-Бартока в Будапеште, где завоевал Золотую медаль. Исполняя как классическую, так и современную музыку, он давал премьеры концертов и сольных произведений таких композиторов, как Валентин Сильвестров, Иван Карабиц, Мирослав Скорик, Вирко Балей (некоторые из этих произведений были написаны специально для него). Известный американский музыковед и бывший музыкальный критик газеты «Нью-Йорк Таймс» Джозеф Горовиц назвал Николая Сука «самым выдающимся из современных исполнителей музыки Листа».
В настоящее время проживает в Лас-Вегасе, где преподаёт в Университете штата Невада (UNLV). Кроме того, он является Артистом — Резидентом и художественным руководителем Украинского института в Америке.
После американского дебюта в Карнеги-холле (1991 г.) Николай Сук выступал в Европе и США. Так, например, в Чикаго он выступил с премьерой Концерта для фортепиано и струнных Альфреда Шнитке.
В конце 1990-х годов пианист принимал участие в триумфальном концертном турне с Национальным заслуженным академическим симфоническим оркестром Украины в Австрии и Германии. В дуэте с Олегом Крысой — выдающимся украинским скрипачом и учеником Давида Ойстраха — он исполнил полный цикл сонат Бетховена.
Неоднократно Николай Сук был членом жюри на Международном конкурсе молодых пианистов памяти Владимира Горовица в Киеве.